# Amlach (Tyrol)
Amlach – gmina w Austrii, w kraju związkowym Tyrol, w powiecie Lienz. Według Austriackiego Urzędu Statystycznego liczyła 469 mieszkańców (1 stycznia 2015).